# Petrogale penicillata
Petrogale penicillata là một loài động vật có vú trong họ Macropodidae, bộ Hai răng cửa. Loài này được Gray mô tả năm 1827.

## Hình ảnh

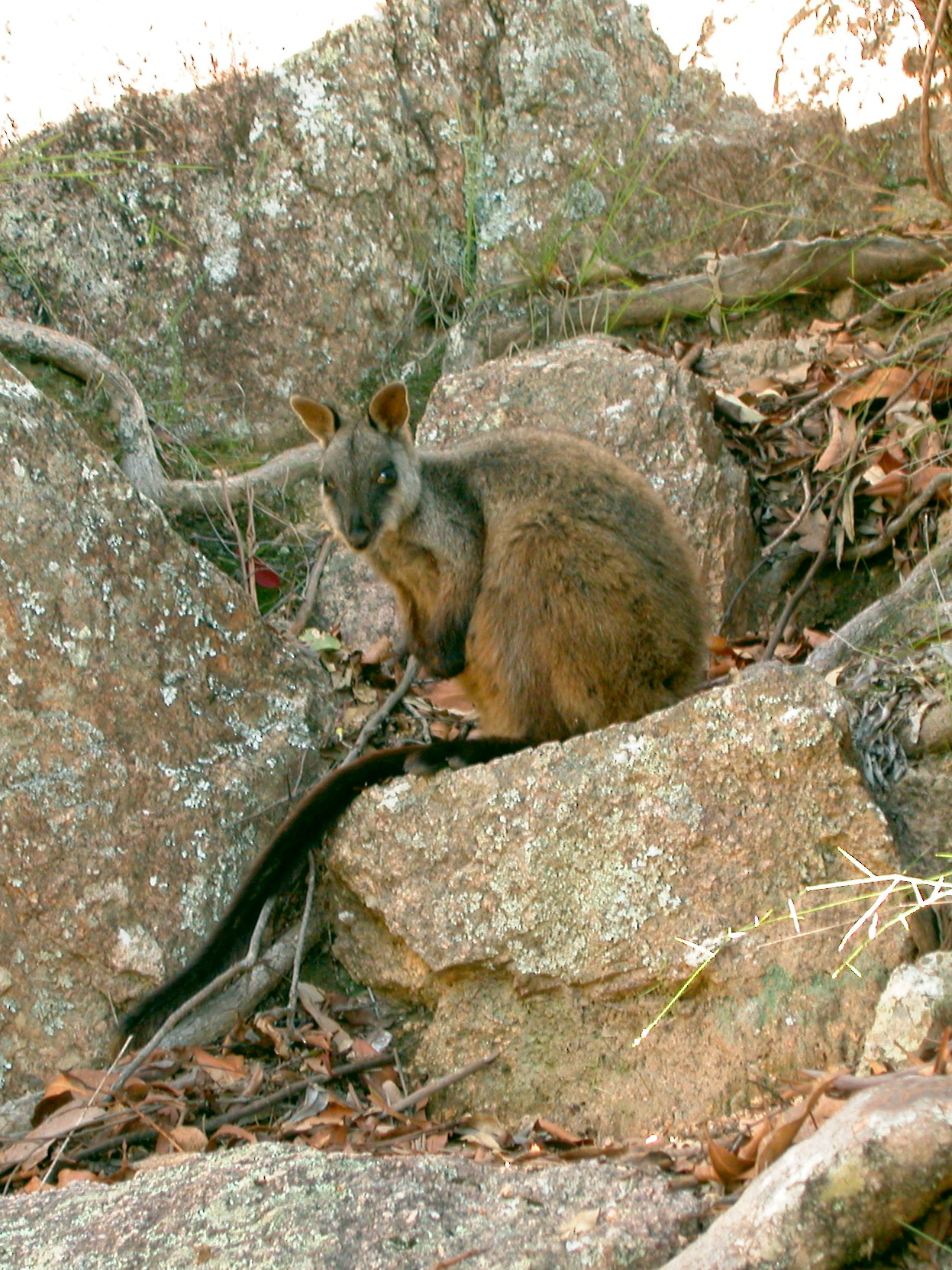
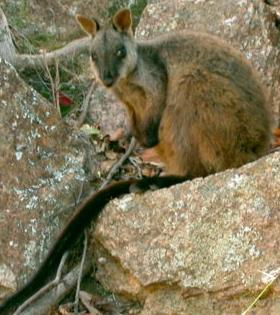
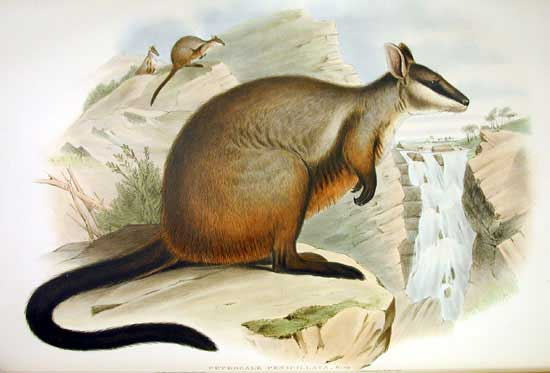
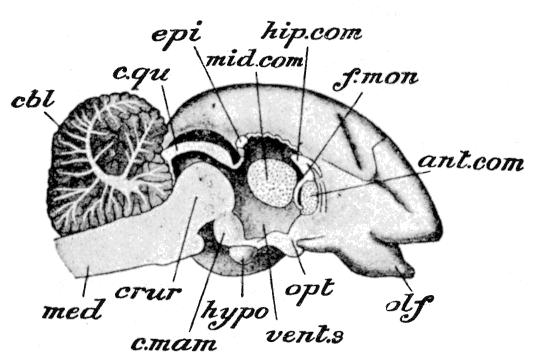